# Sophie Dorothea von Hannover

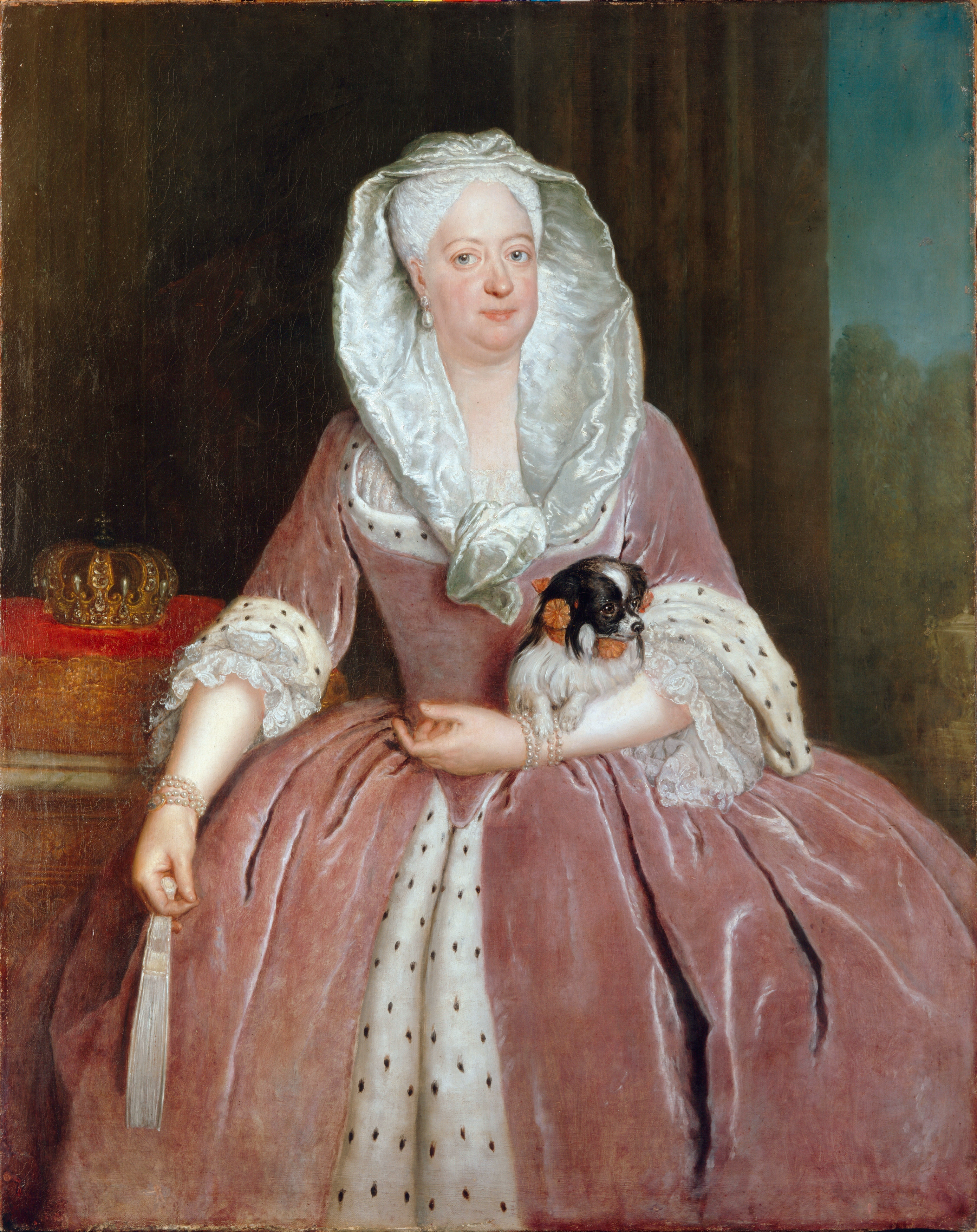
Sophie Dorothea von Braunschweig

Sophie Dorothea von Braunschweig-Lüneburg (* 16. März 1687 in Hannover; † 28. Juni 1757 in Schloss Monbijou in Berlin), Mutter Friedrichs II. von Preußen, war Gemahlin des „Soldatenkönigs“ Friedrich Wilhelm I. und Königin in Preußen.

## Leben
Sie war das zweite Kind und die einzige Tochter des Kurfürsten von Hannover und späteren britischen Königs Georg I. und dessen Frau Sophie Dorothea von Braunschweig-Lüneburg-Celle, der „Prinzessin von Ahlden“.
Da die Ehe ihrer Eltern alles andere als glücklich war und 1695 geschieden wurde, wurde Sophie Dorothea ebenso wie ihr vier Jahre älterer Bruder Georg August vor allem von ihrer Großmutter, der Kurfürstin Sophie, erzogen. Bis zu seinem dritten Lebensjahr betreute diese auch ihren dritten Enkel, den Kurprinzen Friedrich Wilhelm von Preußen am hannoverschen Hof, der sich jedoch wegen seines wilden Wesens weder mit seinem Cousin gut vertrug, den er des Öfteren verprügelt haben soll, noch gegenüber seiner späteren Frau Sophie Dorothea, seiner Cousine, Zuneigung empfunden hat; sie scheint ihm gleichgültig gewesen zu sein.
Trotzdem heirateten Sophie Dorothea und Friedrich Wilhelm am 28. November 1706 auf Vermittlung ihrer Großmutter. Der spartanische Kronprinz ehelichte damit eine eher musische Prinzessin, die sich für Musik, Kunst, Literatur und Mode interessierte. Trotz ihrer Verschiedenheit pflegte sie ihren Gatten später während seiner Krankheiten mit Hingabe, dieser gewährte ihr allerdings keinen Einfluss auf die Politik. Über ihre erzwungene Ehe und andere familiäre Fragen tauschte sie sich brieflich regelmäßig mit Liselotte von der Pfalz aus, einer Cousine ihrer Mutter und einstigen Ziehtochter der Kurfürstin Sophie, die in Paris ein ähnliches Schicksal erlebt hatte.

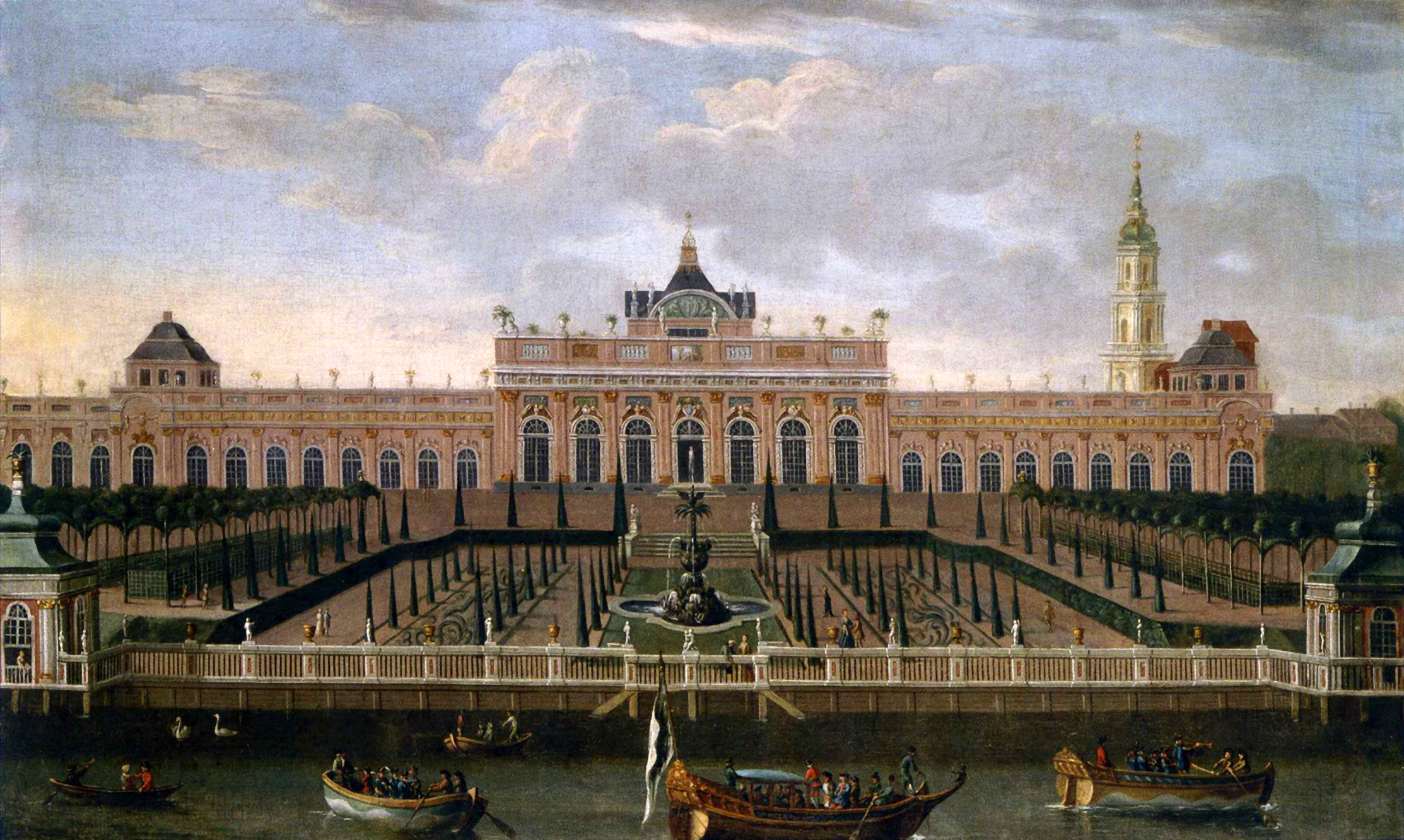
Schloss Monbijou, Südfassade und Spree mit der Sophienkirche im Hintergrund. Um 1739/40

In ihrem Schloss Monbijou, das sie seit 1712 bewohnte, traf sie sich häufig mit ihrem Sohn Friedrich (Friedrich der Große), der sie sehr liebte und auf den sie großen Einfluss hatte. In Monbijou befand sich auch dessen Geheimbibliothek, hier plauderte er angeregt mit seiner Mutter über Philosophie und konnte die Dinge tun, die so sehr das Missfallen seines Vaters erregten. Sophie Dorothea wusste von der Flucht des Kronprinzen und empfing seine Briefe aus der Festung Küstrin.
Sophie Dorothea plante, die Tradition welfisch-hohenzollernscher Eheschließungen fortzusetzen. Dabei schwebte ihr eine Doppelhochzeit mit den Kindern ihres Bruders Georg II. vor: Ihr Neffe, der britische Thronfolger Friedrich Ludwig, sollte ihre Tochter Wilhelmine heiraten, während die Nichte Amelia ihrem Sohn, Kronprinz Friedrich, versprochen werden sollte. 1723 gewann sie ihren Vater für diese Idee, allerdings erschienen ihm seine vier Enkel noch zu jung für eine Verlobung. Mit der Doppelhochzeit sollte ein solides und dauerhaftes Bündnis zwischen Großbritannien, Hannover und Preußen gefestigt werden. Nach jahrelangem Hin- und Her planten Tochter und Vater schließlich 1727 eine Bekanntgabe während des geplanten Aufenthaltes Georgs I. in Hannover, doch starb der König unerwartet auf der Anreise. Sein Sohn Georg II. und die britische Regierung hatten mit einer Verlobung keine Eile und erwogen verschiedene Allianzen. Friedrich Wilhelm I. hingegen sah darin eine reine Familienangelegenheit, durch die er sich politisch in keiner Weise festlegen wollte. Zudem fädelten der österreichische Gesandte Seckendorff und der preußische Kriegsminister Grumbkow verschiedene Intrigen ein, um die „englische Allianz“ zu verhindern. Schließlich rückte der König von dem Gedanken einer Doppelhochzeit ab und wollte allenfalls noch einer Eheschließung seiner Tochter Wilhelmine mit dem Prince of Wales zustimmen, seinen eigenen Kronprinzen aber vorerst unverheiratet lassen. Am Ende arrangierte er für drei seiner Töchter, darunter Wilhelmine, Heiraten innerhalb der Hohenzollern-Familie, um die verschiedenen Zweige enger aneinander zu binden, und für drei weitere Kinder Verbindungen mit der braunschweigischen Welfen-Linie, darunter für den Kronprinzen, dessen Gemahlin, Elisabeth Christine von Braunschweig-Bevern, zudem eine Nichte der Kaiserin Elisabeth Christine in Wien war, welche die Heiratspläne entsprechend förderte. 
Friedrich verehrte seine Mutter sehr; so bestimmte er unmittelbar nach seinem Regierungsantritt, dass Sophie Dorothea nicht etwa als Königin Witwe, sondern als Königin Mutter angesprochen werden solle und im Rang vor seiner eigenen Frau Elisabeth Christine die erste Dame am preußischen Hof sein solle.
Der Tod seiner Mutter traf Friedrich schwer. Der König, der kurz vorher die Schlacht bei Kolin verloren hatte, schrieb seiner Schwester Amalie:

„Liebe Schwester, alle Unglücksfälle schlagen auf mich mit einem mal ein. Vielleicht hat der Himmel unsere teure Mutter zu sich genommen, damit sie nicht das Unglück unseres Hauses sieht…“

Ihre letzte Ruhestätte hat Sophie Dorothea in der Hohernzollerngruft des Berliner Doms.

## Persönlichkeit
Nach Beschreibung der Markgräfin Wilhelmine von Bayreuth war ihre Mutter nie schön und übersät von Pockennarben, hatte aber, trotz der vielen – insgesamt vierzehn – Schwangerschaften, eine gute Figur. Als 36-Jährige soll sie ihre zwölfte Schwangerschaft bis unmittelbar vor der Geburt nicht bemerkt haben.
Interessiert an Kunst und Wissenschaft und sehr weltgewandt, wird ihr oft Ehrgeiz und elitäres Verhalten nachgesagt. Laut Wilhelmine wurde sie von ihrem unmusischen und groben Gatten stets unbillig behandelt, weil dieser der Meinung war, dass Frauen in Zucht gehalten werden müssten, ansonsten würden sie ihren Männern auf der Nase herumtanzen.
Wie dem Tagebuch des Braunschweiger Gesandten Wilhelm Stratemann in den Jahren 1728–1733 zu entnehmen ist, entwickelte Königin Sophie Dorothea in Schloss Monbijou ein kulturelles Leben, das insbesondere der Musik gewidmet war. Neben Hofkünstlern und Gästen traten im Spiegelsaal ihre beiden ältesten Kinder Wilhelmine und Friedrich mit Cembalo, Laute und Flöte auf. Auf ihr Vorbild und ihren Einfluss ist sicherlich zurückzuführen, dass sowohl Friedrich der Große als auch Schwestern von ihm selbst komponierten – Wilhelmine sogar Opern – und intellektuelle Interessen entwickelten, die Friedrich später zur Selbstinszenierung als roi philosophe, seine Schwestern Wilhelmine und Luise Ulrike als princesses philosophes motivierten.

## Nachkommen
Sie hatte die folgenden Kinder:
- Friedrich Ludwig (1707–1708)
- Wilhelmine (1709–1758); ⚭ Markgraf Friedrich von Brandenburg-Bayreuth
- Friedrich Wilhelm (1710–1711)
- Friedrich II. (1712–1786); ⚭ 1733 Prinzessin Elisabeth Christine von Braunschweig-Bevern (1715–1797)
- Charlotte Albertine (1713–1714)
- Friederike Luise (1714–1784); ⚭ Karl Wilhelm Friedrich von Brandenburg-Ansbach
- Philippine Charlotte (1716–1801); ⚭ 1733 Herzog Karl I. von Braunschweig
- Karl (1717–1719)
- Sophie Dorothee Marie (1719–1765); ⚭ Friedrich Wilhelm von Schwedt
- Luise Ulrike von Schweden (1720–1782); ⚭ Adolf Friedrich, König von Schweden
- August Wilhelm (1722–1758); ⚭ Luise Amalie von Braunschweig-Wolfenbüttel (1722–1780),
- Anna Amalie (1723–1787) – unverheiratet, Äbtissin von Quedlinburg (1756–1787)
- Heinrich (1726–1802); ⚭ Prinzessin Wilhelmine von Hessen-Kassel (1726–1808)
- Ferdinand (1730–1813); ⚭ Prinzessin Luise (1738–1820)